# 阿韦利诺1912体育联盟
阿韋利諾足球俱樂部（義大利語：Unione Sportiva Avellino）是意大利的一家足球俱樂部。主場設在坎帕尼亞大區的城市阿韋利諾。

## 歷史
俱樂部成立於1912年，之後長期在低級別聯賽參賽。在1973年5月27日，阿韋利諾戰勝萊切，升入意大利足球乙級聯賽。1978年6月11日，又戰勝了桑普多利亞，俱樂部史上第一次升入意大利足球甲級聯賽。在10賽季過後，阿韋利諾於1988年再度降入乙級。之後阿韋利諾參加的均是乙級及丙級聯賽的賽事。在2008/09年賽季，阿韋利諾參加意大利足球乙級聯賽的賽事，以第21位完成而降級。阿韋利諾於2009/10年轉戰意丁業餘聯賽。

## 著名球員
- 萨尔瓦托雷·巴尼（Salvatore Bagni）
- 卢西亚诺·法维罗（Luciano Favero）
- 费尔南多·德纳波利（Fernando De Napoli）
- 拉蒙·迪亚斯（Ramón Díaz）
- 法布里齐奥·拉瓦内利（Fabrizio Ravanelli）
- 斯特凡诺·塔科尼（Stefano Tacconi）

## 外部連結
- 官方網站 （页面存档备份，存于）